# Ranger Peak (Wyoming)
Der Ranger Peak ist ein Berg im Grand-Teton-Nationalpark im Westen des US-Bundesstaates Wyoming. Er hat eine Höhe von 3462 m und ist Teil der Teton Range in den Rocky Mountains. Er erhebt sich wenige Kilometer westlich des Ostufers des Jackson Lake und liegt nordöstlich des Doane Peak. Der Ranger Peak ist von zwei Schluchten umgeben, dem Waterfalls Canyon im Süden und dem Colter Canyon im Norden. Auf den Gipfel führen keine markierten Wege.
Am 7. März 2012 gegen 8.40 Uhr wurden Chris Onufer und Steve Romeo, beide Anwohner aus Jackson und erfahrene Skifahrer, durch eine Lawine am Ranger Peak getötet. Die Lawine entstand an der Nordseite des Waterfalls Canyon auf einer Höhe von 3100 m und legte mehr als 910 m den Berghang hinunter in die Schlucht zurück.

## Belege
1. ↑  Peakbagger: Ranger Peak. Abgerufen am 25. Februar 2021.
2. ↑  Geonames: Ranger Peak. Abgerufen am 25. Februar 2021.
3. ↑  Park News. National Park Service. March 9, 2012.: More Details Emerge in Death of Backcountry Skiers - Grand Teton National Park (U.S. National Park Service). Abgerufen am 25. Februar 2021 (englisch).